# Curro Torres
Curro Torres, właśc. Cristóbal Emilio Torres (ur. 27 grudnia 1976 w niemieckim Ahlen) – hiszpański piłkarz występujący na pozycji prawego obrońcy.

## Kariera klubowa
Pierwszym klubem w karierze Curro Torresa był UDA Gramenet, w barwach którego Hiszpan występował od sezonu 1995 roku do 1997 roku. Następnie przeniósł się do jednego z najlepszych krajowych zespołów – Valencii, w barwach której zadebiutował w rozgrywkach Primera División. W późniejszym okresie Torres był wypożyczany do innych klubów. W 1999 roku przeniósł się do Recreativo Huelva, dla którego rozegrał 37 spotkań, a w 2002 roku trafił do CD Tenerife, gdzie wystąpił w 38 meczach.
Następnie na 6 sezonów Torres powrócił do Valencii, z którą między innymi 2 razy zdobył mistrzostwo kraju oraz zwyciężył w Pucharze UEFA. Latem 2007 roku hiszpański gracz został ponownie wypożyczony do innej drużyny, tym razem do Realu Murcia. Po zakończeniu sezonu 2007/2008 powrócił do Valencii, jednak podczas rozgrywek 2008/2009 wystąpił tylko w 1 meczu Primera División.
27 lipca 2009 roku Torres został zawodnikiem drugoligowego Gimnàsticu Tarragona.

## Kariera reprezentacyjna
W reprezentacji Hiszpanii Curro Torres zadebiutował 14 listopada 2001 roku w spotkaniu przeciwko drużynie Meksyku. W 2002 roku znalazł się w kadrze reprezentacji Hiszpanii na mistrzostwa świata. Ostatni raz w zespole narodowym Curro Torres pojawił się właśnie w tamtym roku. Łącznie dla reprezentacji rozegrał 5 spotkań, w których nie zdobył ani jednej bramki.

## Sukcesy
Valencia CF
Mistrzostwo Hiszpanii: 2001/2002, 2003/2004
Puchar UEFA: 2003/2004
Superpuchar Europy: 2004